# Marek Dopierała
Marek Franciszek Dopierała (* 30. Juli 1960 in Bielsko-Biała) ist ein ehemaliger polnischer Kanute.

## Erfolge
Marek Dopierała gab sein Olympiadebüt 1980 in Moskau, als er im Zweier-Canadier mit Jan Pinczura über 1000 Meter an den Start ging. Nach einem sechsten Platz in ihrem Vorlauf gelang ihnen dank eines dritten Platzes im Halbfinale doch noch der Einzug ins Finale, in dem sie den sechsten Platz belegten. Bei den Olympischen Spielen 1988 in Seoul nahm er im Zweier-Canadier mit Marek Łbik an zwei Wettbewerben teil. Auf der 500-Meter-Strecke erreichten sie nach einem Sieg im Vorlauf und Rang zwei im Halbfinale den Endlauf. In 1:43,61 Minuten überquerten sie hinter den siegreichen Victor Reneischi und Nicolae Juravschi aus der Sowjetunion als Zweite die Ziellinie und gewannen damit die Silbermedaille. Nach einem zweiten Platz im Vorlauf und einem Sieg im Halbfinale qualifizierten sie sich über 1000 Meter ebenfalls für das Finale, in dem sie als Dritte mit Bronze eine weitere Medaille gewannen. Sie erreichten in 3:54,33 Minuten das Ziel, hinter Reneischi und Juravschi sowie Olaf Heukrodt und Ingo Spelly.
Mit Marek Łbik gewann Dopierała bei den Weltmeisterschaften 1985 in Mechelen die Silbermedaille über 500 Meter und die Bronzemedaille über 1000 Meter. 1986 wurden sie in Montreal über 10.000 Meter erstmals Weltmeister, während sie auf der 1000-Meter-Strecke den zweiten Rang belegten. Dieses Resultat über 1000 Meter wiederholten sie 1987 in Duisburg und sicherten sich über 500 Meter ihren zweiten gemeinsamen Titel. Im Einer- und Zweier-Canadier wurde Dopierała auf verschiedenen Distanzen insgesamt 16 Mal polnischer Landesmeister.
1987 wurden Marek Dopierała und Marek Łbik zu Polens Sportler des Jahres gewählt.